# 566
Cette page concerne l'année 566  du calendrier julien. Pour l'année 566 av. J.-C., voir 566 av. J.-C.
L'année 566 est une année commune qui commence un vendredi.

## Événements
- 3 octobre : le préfet de Constantinople et le médecin de Justin II sont accusés de conspiration et décapités[1].
- Automne : les Avars investissent la zone frontalière du royaume franc et mettent en déroute l'armée franque venue à leur rencontre dans la région de l'Elbe ; le roi Sigebert est fait prisonnier, puis libéré contre rançon[2].
- Hiver 566-567 : les Turcs occidentaux traversent la Volga gelée dans l'intention d'écraser les Avars[2].

- Le comte d'Auvergne Firmin, rejoint par Audovaire, s'empare d'Arles, sur ordre du roi franc Sigebert (ou 568). Son frère Gontran réagit, envoie le patrice de Bourgogne Celse qui prend Avignon puis assiège Arles (570). Les partisans de Sigebert sont battus lors d'une tentative de sortie. Gontran reprend Arles mais rend Avignon à son frère[3].
- L'empereur byzantin Justin II envoie des secours aux Gépides en guerre contre les Lombards en leur faisant promettre de restituer Sirmium ; comme ils ne tiennent pas leurs engagements, il les abandonne et laisse détruire leur État par une coalition des Lombards et des Avars (568)[4].

### Asie
- Fei Di, succède à son père Wen Di, comme empereur de la Dynastie Chen.
- Kirtivarman 1er succède à son père Pulakeshin 1er comme roi de la Dynastie Chalukya.

### Europe

#### France
- Printemps : mariage de Sigebert Ier et de Brunehilde, célébré à Metz[5].
- Venance Fortunat dit Venantius Fortunatus, arrive à la cour de Metz et impressionne et divertit la royauté et aristocratie française grâce à ses grandes connaissances à la poésie romaine traditionnelle.

#### Irlande
- Ainmuire Mac Sténai devient le haut roi d'Irlande

## Naissances en 566

### Avril
- Tang Gaozu, premier empereur de la Dynastie Tang. († 25 juin 635)

### Date inconnue
- Abbas ibn Abd al-Muttalib, oncle de Mahomet († 653)
- Xiao, épouse de l'empereur Sui Yangdi et impératrice de la Dynastie Sui. († 17 avril 648)
- Yuchi Chifan, épouse de l'empereur Xuandi et impératrice de la Dynastie Zhou du Nord († 595)

## Décès en 566

### Date inconnue
- Domnall mac Muirchertach, Haut roi d'Irlande (Ard rí Érenn).

- Fergus mac Muirchertach, Haut roi d'Irlande (Ard rí Érenn).
- Justin, général byzantin et membre de la dynastie justinienne. (° vers 525)
- Pulakeshin I, roi de la Dynastie Chalukya.
- Wen Di, deuxième empereur de la Dynastie Chen. (°522)

- Zhen Luan, mathématicien et astronome chinois. (° vers 535)